# Обрња
Обрња је насељено мјесто у општини Калиновик, Република Српска, БиХ. Према попису становништва из 1991. у насељу је живјело 48 становника. По попису становништва из 2013. у насељу је живјело 19 становника.

## Географија
Село се налази на улазу на висораван Морине. Кроз село пролази пут Калиновик-Невесиње.

## Становништво
Према попису становништва из 1991. године, мјесто је имало 48 становника.
| Националност | 1991. |
| Срби         | 48    |
| Укупно       |       |

| Демографија | Демографија | Демографија |
| Година      | Становника  | Становника  |
| ----------- | ----------- | ----------- |
| 1961.       | 150         |             |
| 1971.       | 109         |             |
| 1981.       | 70          |             |
| 1991.       | 48          |             |
| 2013.       | 19          |             |